# Velykolepetyšský rajón
Velykolepetyšský rajón (ukrajinsky Великолепетиський район) byl rajón v Chersonské oblasti na Ukrajině. Hlavním městem byla Velyka Lepetycha a rajón měl přibližně 16 tisíc obyvatel. 

## Sídla v rajónu
- Velyka Lepetycha